# Rob Bargad
Robert Carl Bargad (Boston, 7 september 1962) is een Amerikaanse jazzmuzikant (piano, orgel), arrangeur, producent, muziekpedagoog en songwriter.

## Biografie
Bargad studeerde piano bij Kenny Barron aan de Rutgers University. In 1984 verhuisde hij naar New York, waar hij werkte met een eigen kwartet. Bovendien werkte hij als begeleidingsmuzikant voor zangers als Little Jimmy Scott en Dakota Staton. In 1987 werd hij lid van het Lionel Hampton Orchestra, waarmee hij toerde door de Verenigde Staten, Europa en Japan. Met hem ontstonden in 1988 eerste opnamen (Cookin' in the Kitchen). Vanaf 1991 behoorde hij tot het kwintet van Nat Adderley, waarbij hij acht jaar bleef en deelnam aan talrijke tournees. Hij is o.a. te horen op de Adderley-albums Work Song, Autumn Leaves, Talkin' About You en Live at the 1994 Floating Jazz Festival. Daarnaast trad hij op met de bassisten Tony Scheer resp. Ben Wolfe in New Yorkse jazzclubs.
In het verloop van zijn carrière speelde Bargad o.a. ook met de Harper Brothers, Jimmy Cobb, Gloria Lynne (No Detour Ahead, 1993), Jeannie Bryson, Roy Hargrove, LaVerne Butler, Walter Booker, Bud Shank, Curtis Fuller, Keiji Matsushima, Yoichi Kobayashi, Deborah Brown, Scotty Wright en met de singer-songwriter Justin Tracy. Bargad schreef verder songs voor Dena DeRose (Another World) en voor de onafhankelijke film Four Corners of Nowhere (1996).
Bargad bracht een reeks album onder zijn eigen naam uit, waaronder meerdere met zijn keyboard-bandprojecten Johnson 3!, Ohrgeldrio en FLOZELL. Zijn nieuwste project is REUNION 7tet met Jerry Weldon, Dave Schumacher, Joe Magnarelli, Daniel Sadownick, Jason Brown en Mike Karn. Hij woont sinds 2004 in Europa. Na stops in Regensburg, waar hij jazzpiano onderwees, Wenen en Krumpendorf, woont hij sinds 2015 met zijn familie in Klagenfurt. Als hoogleraar onderwijst hij jazzpiano en ensemblespel aan het Kärntner Landeskonservatorium. Op het gebied van de jazz was hij tussen 1988 en 2013 betrokken bij 33 opnamesessies.

## Discografie
- 1994: Better Times (Criss Cross Jazz), met Eddie Henderson, Tom Williams, Steve Wilson, Donald Harrison, Peter Washington, Billy Drummond
- 1996: The Shadow of Your Smile (Alfa Jazz)
- 2000: Steal the Moon (Sunnyside Records) met Carolyn Leonhart
- 2005: Rob Bargad Piano Trio met Matthias Pichler, Klemens Marktl
- 2007: Mom's Good Wishes (CSM)
- 2009: What About Love? met Michael Erian, Klemens Marktl
- 2010: Live at Jazzspot J (Barnette)
- 2011: The Magic Nut (Barnette) met Johnson 3!
- 2011: The Right Thing (Barnette) met Ohrgeldrio
- 2015: Truth (Barnette) met FLOZELL
- 2018: Reunion 7Tet: A Field of You (Barnette) met (Joe Magnarelli, Dave Schumacher, Jerry Weldon, Mike Karn, Jason Brown, Daniel Sadownick)

- Gemeinsame Normdatei: 1134903502
- Library of Congress Control Number: no2009096008
- MusicBrainz: f5746f21-2808-44f3-bdd7-2a4943a3c483
- Nationale Bibliotheek van Israël: 987007337830905171
- Virtual International Authority File: 172148752049541200868
- WorldCat: E39PBJht748XXhBYwVM6cmbw4q